# 2000-es úszó-Európa-bajnokság
A 2000-es úszó-Európa-bajnokságot Helsinkiben, Finnországban rendezték június 28. és július 9. között. Az Eb-n 55 versenyszámot rendeztek. 38-at úszásban, 4-et nyílt vízi úszásban, 10-et műugrásban és 3-at szinkronúszásban.

## A magyar versenyzők eredményei
Érmesek
| Érem  | Versenyző      | Versenyszám | Versenyszám        | Dátum     |
| ----- | -------------- | ----------- | ------------------ | --------- |
| Arany | Kovács Ágnes   | úszás       | Női 100 m mell     | július 5. |
| Arany | Kovács Ágnes   | úszás       | Női 50 m mell      | július 7. |
| Arany | Batházi István | úszás       | Férfi 400 m vegyes | július 9. |
| Ezüst | Kovács Ágnes   | úszás       | Női 200 m mell     | július 8. |

## Éremtáblázat
(A táblázatban Magyarország és a rendező nemzet eltérő háttérszínnel kiemelve.)
| Helyezés | Nemzet           | Arany | Ezüst | Bronz | Összesen |
| 1.       | Oroszország      | 16    | 3     | 4     | 23       |
| 2.       | Németország      | 7     | 12    | 2     | 21       |
| 3.       | Olaszország      | 6     | 7     | 3     | 16       |
| 4.       | Svédország       | 6     | 2     | 3     | 11       |
| 5.       | Ukrajna          | 4     | 3     | 6     | 13       |
| 6.       | Spanyolország    | 4     | 1     | 6     | 11       |
| 7.       | Románia          | 3     | 6     | 5     | 14       |
| 8.       | Magyarország     | 3     | 1     | 0     | 4        |
| 9.       | Franciaország    | 1     | 2     | 6     | 9        |
| 10.      | Szlovákia        | 1     | 2     | 1     | 4        |
| 11.      | Finnország       | 1     | 1     | 1     | 3        |
| 11.      | Svájc            | 1     | 1     | 1     | 3        |
| 13.      | Fehéroroszország | 1     | 1     | 0     | 2        |
| 13.      | Lengyelország    | 1     | 1     | 0     | 2        |
| 15.      | Horvátország     | 1     | 0     | 0     | 1        |
| 16.      | Hollandia        | 0     | 5     | 2     | 7        |
| 17.      | Nagy-Britannia   | 0     | 2     | 6     | 8        |
| 18.      | Dánia            | 0     | 2     | 2     | 4        |
| 19.      | Belgium          | 0     | 1     | 2     | 3        |
| 20.      | Litvánia         | 0     | 1     | 0     | 1        |
| 21.      | Csehország       | 0     | 0     | 2     | 2        |
| 22.      | Ausztria         | 0     | 0     | 1     | 1        |
| 22.      | Izrael           | 0     | 0     | 1     | 1        |
| 22.      | Törökország      | 0     | 0     | 1     | 1        |
| Összesen | Összesen         | 56    | 54    | 55    | 165      |

## Érmesek

### Úszás

#### Férfi
| Versenyszám               | Arany                                                                                         | Arany    | Ezüst                                                                             | Ezüst    | Bronz                                                                                         | Bronz    |
| ------------------------- | --------------------------------------------------------------------------------------------- | -------- | --------------------------------------------------------------------------------- | -------- | --------------------------------------------------------------------------------------------- | -------- |
| 50 m-es gyorsúszás        | Alekszandr Popov · Oroszország                                                                | 21,95    | Pieter van den Hoogenband · Hollandia                                             | 22,35    | Lorenzo Vismara · Olaszország                                                                 | 22,38    |
| 100 m-es gyorsúszás       | Alekszandr Popov · Oroszország                                                                | 48,61    | Pieter van den Hoogenband · Hollandia                                             | 48,77    | Lars Frölander · Svédország                                                                   | 49,24    |
| 200 m-es gyorsúszás       | Massimiliano Rosolino · Olaszország                                                           | 1:47,31  | Pieter van den Hoogenband · Hollandia                                             | 1:47,62  | Paul Palmer · Nagy-Britannia                                                                  | 1:49,54  |
| 400 m-es gyorsúszás       | Emiliano Brembilla · Olaszország                                                              | 3:48,56  | Dragoș Coman · Románia                                                            | 3:48,69  | Paul Palmer · Nagy-Britannia                                                                  | 3:50,97  |
| 1500 m-es gyorsúszás      | Igor Chervynskyi · Ukrajna                                                                    | 15:05,31 | Emiliano Brembilla · Olaszország                                                  | 15:06,42 | Dragoș Coman · Románia                                                                        | 15:10,97 |
|                           |                                                                                               |          |                                                                                   |          |                                                                                               |          |
| 50 m-es hátúszás          | Stev Theloke · Németország                                                                    | 25,60    | Darius Grigalionis · Litvánia                                                     | 25,61    | David Ortega · Spanyolország                                                                  | 26,00    |
| 100 m-es hátúszás         | David Ortega · Spanyolország                                                                  | 55,50    | Volodymyr Nikolaychuk · Ukrajna                                                   | 55,64    | Derya Büyükunçu · Törökország                                                                 | 55,84    |
| 200 m-es hátúszás         | Gordan Kožulj · Horvátország                                                                  | 1:58,62  | Emanuele Merisi · Olaszország                                                     | 2:00,02  | Yoav Gath · Izrael                                                                            | 2:00,32  |
|                           |                                                                                               |          |                                                                                   |          |                                                                                               |          |
| 50 m-es mellúszás         | Mark Warnecke · Németország                                                                   | 27,75    | Oleg Lisogor · Ukrajna                                                            | 27,81    | Remo Lütolf · Svájc                                                                           | 27,91    |
| 100 m-es mellúszás        | Domenico Fioravanti · Olaszország                                                             | 1:02,02  | Jarno Pihlava · Finnország                                                        | 1:02,07  | Dmitriy Komornikov · Oroszország                                                              | 1:02,11  |
| 200 m-es mellúszás        | Dmitriy Komornikov · Oroszország                                                              | 2:13,09  | Domenico Fioravanti · Olaszország                                                 | 2:14,87  | Maxim Podoprigora · Ausztria                                                                  | 2:15,07  |
|                           |                                                                                               |          |                                                                                   |          |                                                                                               |          |
| 50 m-es pillangóúszás     | Jere Hård · Finnország                                                                        | 23,88    | Lars Frölander · Svédország                                                       | 23,96    | Mark Foster · Nagy-Britannia                                                                  | 24,02    |
| 100 m-es pillangóúszás    | Lars Frölander · Svédország                                                                   | 52,23    | Thomas Rupprath · Németország                                                     | 53,38    | James Hickman · Nagy-Britannia                                                                | 53,44    |
| 200 m-es pillangóúszás    | Anatoly Polyakov · Oroszország                                                                | 1:56,73  | James Hickman · Nagy-Britannia                                                    | 1:58,44  | Ioan Gherghel · Románia                                                                       | 1:58,54  |
|                           |                                                                                               |          |                                                                                   |          |                                                                                               |          |
| 200 m-es vegyesúszás      | Massimiliano Rosolino · Olaszország                                                           | 2:00,62  | Christian Keller · Németország                                                    | 2:02,02  | Xavier Marchand · Franciaország                                                               | 2:02,06  |
| 400 m-es vegyesúszás      | Batházi István · Magyarország                                                                 | 4:18,51  | Cezar Bădiţă · Románia                                                            | 4:19,42  | Johann Le Bihan · Franciaország                                                               | 4:20,50  |
|                           |                                                                                               |          |                                                                                   |          |                                                                                               |          |
| 4 × 100 m-es gyorsváltó   | Oroszország · Denis Pimankov · Dmitriy Chernychev · Andrey Kapralov · Alekszandr Popov        | 3:18,75  | Németország · Stefan Herbst · Lars Conrad · Christian Tröger · Stephan Kunzelmann | 3:19,16  | Franciaország · Romain Barnier · Nicolas Kintz · Hugo Viart · Frédérick Bousquet              | 3:20,37  |
| 4 × 200 m-es gyorsváltó   | Olaszország · Massimiliano Rosolino · Matteo Pelliciari · Simone Cercato · Emiliano Brembilla | 7:16,52  | Németország · Michael Kiedel · Christian Keller · Stefan Herbst · Stefan Pohl     | 7:18,96  | Hollandia · Martijn Zuijdweg · Marcel Wouda · Mark van der Zijden · Pieter van den Hoogenband | 7:19,91  |
| 4 × 100 m-es vegyes váltó | Oroszország · Vladislav Aminov · Dmitriy Komornikov · Dmitriy Chernyshev · Alekszandr Popov   | 3:39,29  | Svédország · Mattias Ohlin · Martin Gustavsson · Lars Frölander · Stefan Nystrand | 3:40,43  | Ukrajna · Volodymyr Nikolaychuk · Oleg Lisogor · Andriy Serdinov · Pavel Khnykin              | 3:40,91  |

#### Női
| Versenyszám               | Arany                                                                                    | Arany   | Ezüst                                                                                       | Ezüst   | Bronz                                                                                 | Bronz   |
| ------------------------- | ---------------------------------------------------------------------------------------- | ------- | ------------------------------------------------------------------------------------------- | ------- | ------------------------------------------------------------------------------------- | ------- |
| 50 m-es gyorsúszás        | Therese Alshammar · Svédország                                                           | 24,44   | Wilma van Hofwegen · Hollandia                                                              | 25,46   | Olga Mukomol · Ukrajna                                                                | 25,54   |
| 100 m-es gyorsúszás       | Therese Alshammar · Svédország                                                           | 54,41   | Martina Moravcová · Szlovákia                                                               | 54,45   | Mette Jacobsen · Dánia                                                                | 55,31   |
| 200 m-es gyorsúszás       | Natalya Baranovskaya · Fehéroroszország                                                  | 1:59,51 | Martina Moravcová · Szlovákia                                                               | 2:00,08 | Camelia Potec · Románia                                                               | 2:00,32 |
| 400 m-es gyorsúszás       | Jana Klocskova · Ukrajna                                                                 | 4:09,41 | Natalya Baranovskaya · Fehéroroszország                                                     | 4:11,37 | Camelia Potec · Románia                                                               | 4:11,76 |
| 800 m-es gyorsúszás       | Flavia Rigamonti · Svájc                                                                 | 8:29,16 | Chantal Strasser · Svájc                                                                    | 8:31,36 | Kirsten Vlieghuis · Hollandia                                                         | 8:37,94 |
|                           |                                                                                          |         |                                                                                             |         |                                                                                       |         |
| 50 m-es hátúszás          | Nina Zhivanevskaya · Spanyolország                                                       | 28,76   | Diana Mocanu · Románia                                                                      | 28,85   | Ilona Hlaváčková · Csehország                                                         | 29,18   |
| 100 m-es hátúszás         | Nina Zhivanevskaya · Spanyolország                                                       | 1:01,02 | Diana Mocanu · Románia                                                                      | 1:01,54 | Louise Ørnstedt · Dánia                                                               | 1:01,88 |
| 200 m-es hátúszás         | Nina Zhivanevskaya · Spanyolország                                                       | 2:09,53 | Diana Mocanu · Románia                                                                      | 2:11,62 | Antje Buschschulte · Németország                                                      | 2:12,04 |
|                           |                                                                                          |         |                                                                                             |         |                                                                                       |         |
| 50 m-es mellúszás         | Kovács Ágnes · Magyarország                                                              | 31,68   | Zoë Baker · Nagy-Britannia                                                                  | 32,00   | Sylvia Gerasch · Németország                                                          | 32,02   |
| 100 m-es mellúszás        | Kovács Ágnes · Magyarország                                                              | 1:08,38 | Sylvia Gerasch · Németország                                                                | 1:09,28 | Svetlana Bondarenko · Ukrajna                                                         | 1:09,81 |
| 200 m-es mellúszás        | Beatrice Căslaru · Románia                                                               | 2:26,76 | Kovács Ágnes · Magyarország                                                                 | 2:26,85 | Karine Bremond · Franciaország                                                        | 2:28,20 |
|                           |                                                                                          |         |                                                                                             |         |                                                                                       |         |
| 50 m-es pillangóúszás     | Anna-Karin Kammerling · Svédország                                                       | 26,40   | Karen Egdal · Dánia                                                                         | 26,97   | Martina Moravcová · Szlovákia                                                         | 26,98   |
| 100 m-es pillangóúszás    | Martina Moravcová · Szlovákia                                                            | 58,72   | Otylia Jędrzejczak · Lengyelország                                                          | 58,97   | Johanna Sjöberg · Svédország                                                          | 59,29   |
| 200 m-es pillangóúszás    | Otylia Jędrzejczak · Lengyelország                                                       | 2:08,63 | Mette Jacobsen · Dánia                                                                      | 2:08,77 | Mireia García · Spanyolország                                                         | 2:10,44 |
|                           |                                                                                          |         |                                                                                             |         |                                                                                       |         |
| 200 m-es vegyesúszás      | Jana Klocskova · Ukrajna · Beatrice Căslaru · Románia                                    | 2:12,57 | nem adták ki                                                                                |         | Sue Rolph · Nagy-Britannia                                                            | 2:15,82 |
| 400 m-es vegyesúszás      | Jana Klocskova · Ukrajna                                                                 | 4:39,78 | Beatrice Căslaru · Románia                                                                  | 4:41,64 | Yseult Gervy · Belgium                                                                | 4:46,15 |
|                           |                                                                                          |         |                                                                                             |         |                                                                                       |         |
| 4 × 100 m-es gyorsváltó   | Németország · Katrin Meißner · Petra Dallmann · Sandra Völker · Franziska van Almsick    | 3:42,38 | Svédország · Josefin Lillhage · Johanna Sjöberg · Anna-Karin Kammerling · Therese Alshammar | 3:45,31 | Hollandia · Manon van Rooijen · Marleen Veldhuis · Chantal Groot · Wilma van Hofwegen | 3:46,42 |
| 4 × 200 m-es gyorsváltó   | Németország · Petra Dallmann · Alessa Ries · Hannah Stockbauer · Franziska van Almsick   | 8:03,17 | Spanyolország · Laura Roca · Melissa Caballero · Erika Villaecija · Tatiana Rouba           | 8:08,14 | Svédország · Josefin Lillhage · Johanna Sjöberg · Lisa Wanberg · Ida Mattson          | 8:08,30 |
| 4 × 100 m-es vegyes váltó | Németország · Antje Buschschulte · Simone Weiler · Franziska van Almsick · Sandra Völker | 4:06,00 | Svédország · Therese Alshammar · Emma Igelström · Anna-Karin Kammerling · Johanna Sjöberg   | 4:09,52 | Ukrajna · Irina Amshennikova · Svetlana Bondarenko · Jana Klocskova · Olga Mukomol    | 4:10,05 |

### Nyílt vízi úszás
Férfi
| Versenyszám               | Arany                          | Arany     | Ezüst                         | Ezüst     | Bronz                      | Bronz     |
| ------------------------- | ------------------------------ | --------- | ----------------------------- | --------- | -------------------------- | --------- |
| 5 km-es nyílt vízi úszás  | Luca Baldini · Olaszország     | 55:13,1   | Fabio Venturini · Olaszország | 55:16,4   | David Meca · Spanyolország | 55:35,3   |
| 25 km-es nyílt vízi úszás | Stéphane Lecat · Franciaország | 5:05:22,5 | David Meca · Spanyolország    | 5:05:28,9 | Fabio Fusi · Olaszország   | 5:06:25,5 |

Női
| Versenyszám               | Arany                      | Arany     | Ezüst                       | Ezüst     | Bronz                          | Bronz     |
| ------------------------- | -------------------------- | --------- | --------------------------- | --------- | ------------------------------ | --------- |
| 5 km-es nyílt vízi úszás  | Peggy Büchse · Németország | 1:00:26,6 | Britta Kamrau · Németország | 1:00:40,9 | Jana Pechanová · Csehország    | 1:00,41,6 |
| 25 km-es nyílt vízi úszás | Peggy Büchse · Németország | 5:22:11,1 | Edith van Dijk · Hollandia  | 5:24:47,0 | Valeria Casprini · Olaszország | 5:24:52,7 |

### Műugrás

#### Férfi
| Versenyszám           | Arany                                            | Arany  | Ezüst                                             | Ezüst  | Bronz                                            | Bronz  |
| --------------------- | ------------------------------------------------ | ------ | ------------------------------------------------- | ------ | ------------------------------------------------ | ------ |
| 1 m-es műugrás        | Alexander Mesch · Németország                    | 370,53 | Dmitri Baibakov · Oroszország                     | 363,00 | Joona Puhakka · Finnország                       | 347,16 |
| 3 m-es műugrás        | Dmitri Sautin · Oroszország                      | 681,48 | Stefan Ahrens · Németország                       | 641,94 | Alexander Dobroskok · Oroszország                | 634,59 |
| 10 m-es toronyugrás   | Dmitri Sautin · Oroszország                      | 710,07 | Heiko Meyer · Németország                         | 635,97 | Igor Lukashin · Oroszország                      | 634,98 |
| 3 m-es szinkronugrás  | Németország · Tobias Schellenberg · Andreas Wels | 331,98 | Oroszország · Alexander Dobroskok · Dmitri Sautin | 328,56 | Spanyolország · Rafael Álvarez · José Miguel Gil | 293,46 |
| 10 m-es szinkronugrás | Oroszország · Igor Lukashin · Dmitri Sautin      | 323,46 | Ukrajna · Aleksandr Skripnik · Roman Volodkov     | 292,74 | Nagy-Britannia · Leon Taylor · Peter Waterfield  | 280,20 |

#### Női
| Versenyszám           | Arany                                        | Arany  | Ezüst                                         | Ezüst  | Bronz                                                      | Bronz  |
| --------------------- | -------------------------------------------- | ------ | --------------------------------------------- | ------ | ---------------------------------------------------------- | ------ |
| 1 m-es műugrás        | Vera Ilyina · Oroszország                    | 275,28 | Heike Fischer · Németország                   | 256,83 | Natalya Umyskova · Oroszország                             | 252,00 |
| 3 m-es műugrás        | Yuliya Pakhalina · Oroszország               | 578,37 | Dörte Lindner · Németország                   | 528,72 | Anna Lindberg · Svédország                                 | 523,77 |
| 10 m-es toronyugrás   | Svetlana Timoshinina · Oroszország           | 482,34 | Ute Wetzig · Németország                      | 476,73 | Olena Zhupina · Ukrajna                                    | 475,86 |
| 3 m-es szinkronugrás  | Oroszország · Vera Ilyina · Yuliya Pakhalina | 303,12 | Németország · Dörte Lindner · Conny Schmalfuß | 272,52 | Ukrajna · Ganna Sorokina · Olena Zhupina                   | 263,88 |
| 10 m-es szinkronugrás | Németország · Anke Piper · Ute Wetzig        | 268,05 | Ukrajna · Olga Leonova · Olena Zhupina        | 265,20 | Oroszország · Yevgeniya Olshevskaya · Svetlana Timoshinina | 246,54 |

### Szinkronúszás
| Versenyszám | Arany | Arany  | Ezüst | Ezüst  | Bronz | Bronz  |
| ----------- | --- | ------ | --- | ------ | --- | ------ |
| Egyéni      | Olga Brusnikina · Oroszország | 99,200 | Virginie Dedieu · Franciaország | 98,080 | Gemma Mengual · Spanyolország | 96,240 |
| Páros       | Oroszország · Olga Brusnikina · Mariya Kiselyova | 99,360 | Franciaország · Virginie Dedieu · Myriam Lignot | 97,160 | Spanyolország · Gemma Mengual · Paola Tirados | 96,080 |
| Csapat      | Oroszország · Olga Brusnikina · Maria Kisseleva · Elena Azarova · Olga Novokchenova · Olga Vassioukova · Julia Vasilieva · Irina Perchina · Elena Soia · Tartalék: · Elena Antonova · Anastasia Davydova | 99,520 | Olaszország · Giada Ballan · Serena Bianchi · Alessia Lucchini · Giovanna Burlando · Maurizia Cecconi · Mara Brunetti · Chiara Cassin · Clara Porchetto · Tartalék: · Simona Chiari · Alice Dominici | 97,480 | Franciaország · Charlotte Fabre · Cinthia Bouhier · Virginie Dedieu · Rachel Le Bozec · Myriam Lignot · Charlotte Massardier · Magali Rathier · Myriam Glez · Tartalék: · Cathy Geoffroy | 97,000 |